# Souvenir-écran

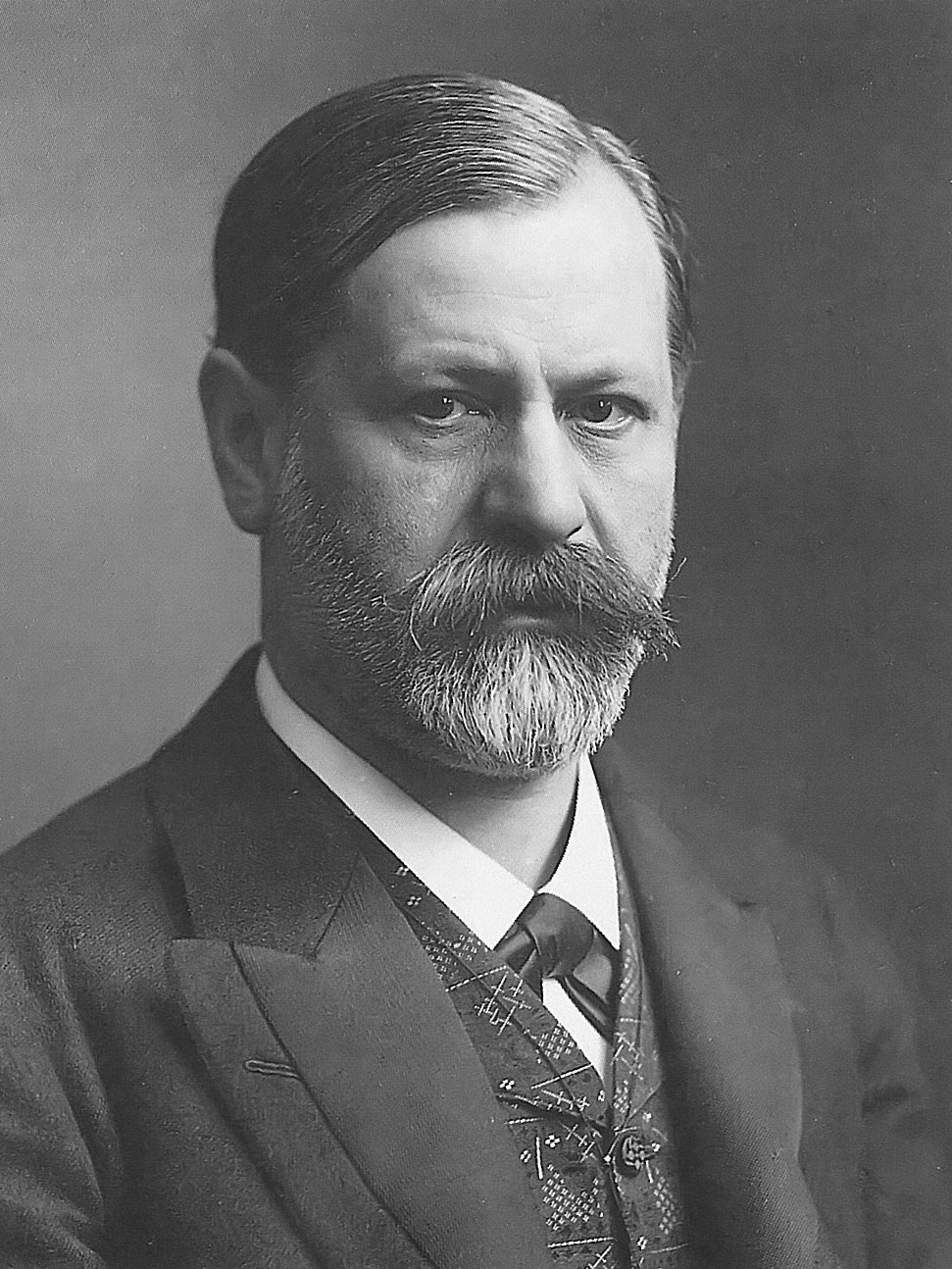

Un souvenir-écran est, en  psychanalyse, un souvenir, auquel le patient ne prête pas attention mais qui, au sein de l'économie psychique, cache et masque un souvenir refoulé.

## Freud et le souvenir-écran (1896)
Freud en fait la découverte lors de son auto-analyse, qui survient dès 1896, après la mort de son père. Lors de cette démarche, et après avoir abandonné sa théorie de l'hystérie, ses souvenirs d'enfance affluent.
L'étude d'un rêve en particulier et l'image de sa nourrice qui y apparaît, lui permet de développer la notion de « souvenir-écran » par exemple alors qu'il voit dans les sentiments amoureux pour sa mère et dans sa jalousie pour son père une structure universelle qu'il rattache à l'histoire d'Œdipe et d'Hamlet :  

« C’est alors qu’une certaine scène me revint à l’esprit, une scène qui, depuis vingt-neuf ans, surgissait quelquefois dans mon souvenir conscient, sans que j’aie pu la comprendre. La voici : je hurle comme un désespéré parce que je n’arrive pas à trouver ma mère. Mon frère Philipp (de vingt ans plus âgé que moi) ouvre un coffre et moi, voyant que ma mère ne s’y trouve pas non plus, je crie davantage encore jusqu’au moment où, svelte et jolie, elle apparaît dans l’embrasure de la porte. Que signifie tout cela, ? »

Freud écrit par la suite un article, « Souvenirs d'enfance et souvenirs-écrans », en 1899, d'abord publié dans la revue Monatsschrift fur Psychiatrie und Neurologie.

## Après Freud
Karl Abraham écrit un article : « Souvenir-écran d’un événement de l’enfance de signification apparemment étiologique ».

## Dans la fiction
Le souvenir-écran est un ressort du cinéma, et notamment dans le film La jetée de Chris Marker. Il est également mentionné dans l'épisode 17 de la série En thérapie qui en compte 35.